# Vars (Charente)
Vars és un municipi francès situat al departament del Charente i a la regió de la Nova Aquitània. L'any 2007 tenia 1.892 habitants.

## Demografia

### Població
El 2007 la població de fet de Vars era de 1.892 persones. Hi havia 772 famílies de les quals 206 eren unipersonals (84 homes vivint sols i 122 dones vivint soles), 243 parelles sense fills, 252 parelles amb fills i 71 famílies monoparentals amb fills.
La població ha evolucionat segons el següent gràfic:
Habitants censats

### Habitatges
El 2007 hi havia 888 habitatges, 788 eren l'habitatge principal de la família, 42 eren segones residències i 59 estaven desocupats. 857 eren cases i 27 eren apartaments. Dels 788 habitatges principals, 603 estaven ocupats pels seus propietaris, 170 estaven llogats i ocupats pels llogaters i 15 estaven cedits a títol gratuït; 17 tenien una cambra, 37 en tenien dues, 108 en tenien tres, 242 en tenien quatre i 384 en tenien cinc o més. 646 habitatges disposaven pel capbaix d'una plaça de pàrquing. A 340 habitatges hi havia un automòbil i a 380 n'hi havia dos o més.

### Piràmide de població
La piràmide de població per edats i sexe el 2009 era:
| Homes | Edats   | Dones |
| ----- | ------- | ----- |
| 0     | 95 o +  | 4     |
| 4     | 90 a 94 | 8     |
| 12    | 85 a 89 | 16    |
| 8     | 80 a 84 | 12    |
| 24    | 75 a 79 | 24    |
| 36    | 70 a 74 | 48    |
| 48    | 65 a 69 | 48    |
| 56    | 60 a 64 | 56    |
| 36    | 55 a 59 | 44    |
| 68    | 50 a 54 | 60    |
| 64    | 45 a 49 | 72    |
| 48    | 40 a 44 | 56    |
| 64    | 35 a 39 | 52    |
| 60    | 30 a 34 | 44    |
| 36    | 25 a 29 | 64    |
| 24    | 20 a 24 | 20    |
| 56    | 15 a 19 | 40    |
| 52    | 10 a 14 | 28    |
| 72    | 5 a 9   | 32    |
| 48    | 0 a 4   | 52    |

## Economia
El 2007 la població en edat de treballar era de 1.168 persones, 886 eren actives i 282 eren inactives. De les 886 persones actives 798 estaven ocupades (435 homes i 363 dones) i 88 estaven aturades (26 homes i 62 dones). De les 282 persones inactives 106 estaven jubilades, 86 estaven estudiant i 90 estaven classificades com a «altres inactius».

### Ingressos
El 2009 a Vars hi havia 801 unitats fiscals que integraven 1.974 persones, la mediana anual d'ingressos fiscals per persona era de 17.804 €.

### Activitats econòmiques
Dels 81 establiments que hi havia el 2007, 4 eren d'empreses extractives, 2 d'empreses alimentàries, 4 d'empreses de fabricació d'altres productes industrials, 17 d'empreses de construcció, 20 d'empreses de comerç i reparació d'automòbils, 4 d'empreses de transport, 1 d'una empresa financera, 3 d'empreses immobiliàries, 7 d'empreses de serveis, 9 d'entitats de l'administració pública i 10 d'empreses classificades com a «altres activitats de serveis».
Dels 21 establiments de servei als particulars que hi havia el 2009, 1 era una oficina de correu, 2 tallers de reparació d'automòbils i de material agrícola, 3 paletes, 2 guixaires pintors, 4 lampisteries, 2 electricistes, 1 empresa de construcció, 4 perruqueries, 1 veterinari i 1 agència immobiliària.
Dels 6 establiments comercials que hi havia el 2009, 1 era una fleca, 1 una carnisseria, 1 una peixateria, 1 una llibreria, 1 una botiga d'equipament de la llar i 1 una floristeria.
L'any 2000 a Vars hi havia 50 explotacions agrícoles que ocupaven un total de 2.030 hectàrees.

## Equipaments sanitaris i escolars
L'únic equipament sanitari que hi havia el 2009 era una farmàcia.
El 2009 hi havia 1 escola maternal i 1 escola elemental.

## Poblacions més properes
El següent diagrama mostra les poblacions més properes.